# Horridovalva
Horridovalva is een geslacht van vlinders van de familie tastermotten (Gelechiidae).

## Soorten
- H. renatella (Amsel, 1978)
- H. tenuiella Sattler, 1967